# نايجل سيلفستر
نايجل سيلفستر (بالإنجليزية: Nigel Sylvester)‏ هو دراج أمريكي، ولد في 23 أغسطس 1987.

## وصلات خارجية
- الموقع الرسمي